# Рудня-Замысловичская
Рудня-Замысловичская (укр. Рудня-Замисловицька) — село на Украине, основано в 1545 году, находится в Коростенском районе Житомирской области.
Код КОАТУУ — 1824482402. Население по переписи 2001 года составляет 93 человека. Почтовый индекс — 11020. Телефонный код — 4135. Занимает площадь 0,48 км².
Вблизи села расположен памятник природы — урочище Каменное Село.

## Местная власть
11001, Житомирская область, Коростенский р-н, г. Олевск, ул. Владимирская, 2